# Laticlave
Laticlave, en latín latus clavus, era una insignia honorífica (ornamentum) reservada en la Roma antigua a los miembros del orden senatorial.

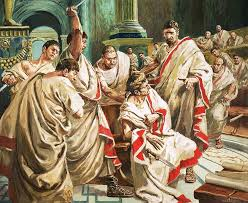
Asesinato de Julio César en el Senado.

Consiste en amplias bandas púrpura que cubren verticalmente la tunica laticlavia, uno de los modelos de la toga romana. Por extensión el laticlave designa la propia túnica. El término laticlavii designaba a los jóvenes que se destinaban al orden senatorial (véase ennoblecimiento).
Bajo la República, su uso es más extendido; y su atribución jerárquica parece datar de Sila. Anteriormente, sólo se trataba de un elemento de prestigio, ciertamente hereditario, consustancial a la clase patricia y a la aristocracia. Es probable que su origen sea etrusco, aunque Estrabón refiere que los baleáricos presumían de haber sido los primeros hombres que vistieron esta túnica.
El uso de la túnica laticlave parece haberse continuado, privado de su valor original, en la época del cristianismo primitivo, como incitan a pensar algunas representaciones de Cristo.

## Tribunus laticlavus
Tribunus laticlavus es el tribuno laticlavio que toma el mando de la legión si el legado recibe la orden de volver a Roma. Como perteneciente a la clase senatorial, la toga del laticlavus se adorna con una ancha banda.